# Olympische Winterspiele 2006/Teilnehmer (Vereinigte Staaten)
| Gelbes Symbol für Goldmedaillen mit stilisierten Olympischen Ringen | Graues Symbol für Silbermedaillen mit stilisierten Olympischen Ringen | Braundes Symbol für Bronzemedaillen mit stilisierten Olympischen Ringen |
| ------------------------------------------------------------------- | --------------------------------------------------------------------- | ----------------------------------------------------------------------- |
| 9                                                                   | 9                                                                     | 7                                                                       |

Die USA nahmen an den Olympischen Winterspielen 2006 im italienischen Turin mit einer Delegation von 211 Athleten, 122 Männer und 89 Frauen, teil. Sarah Konrad ging sowohl beim Biathlon als auch beim Langlauf an den Start.

## Flaggenträger
Die Eisschnellläuferin Chris Witty trug die Flagge der Vereinigten Staaten während der Eröffnungsfeier, bei der Schlussfeier wurde sie von ihrem Teamkollegen Joey Cheek getragen.

## Teilnehmer nach Sportarten

### Biathlon

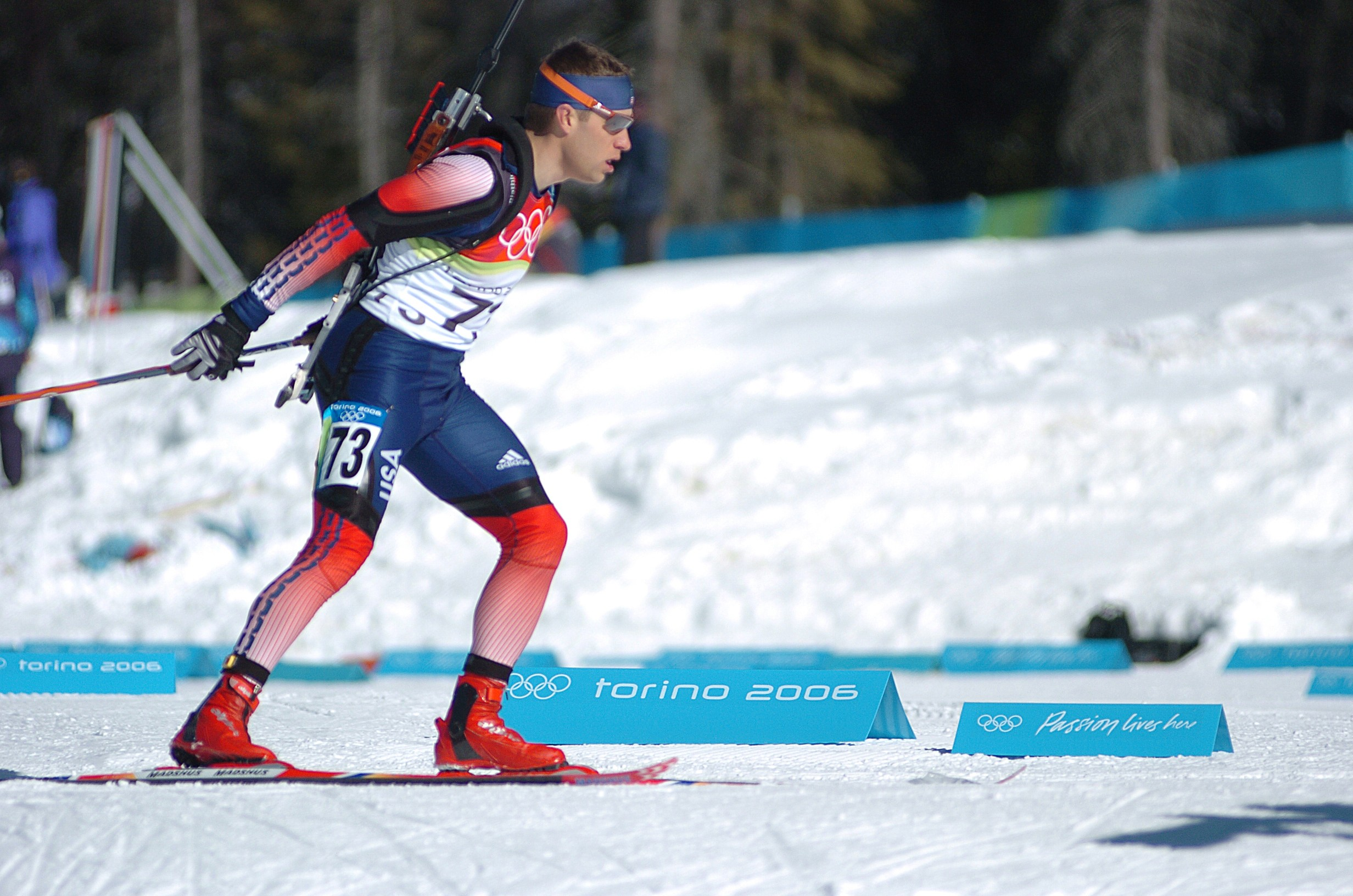
Jeremy Teela

Männer
- Lowell Bailey
Einzel (20 km): 27. Platz; 58:45,1 min; +4:22,1 min
Sprint (10 km): 48. Platz; 29:02,0 min; +2:50,4 min
- Tim Burke
Einzel (20 km): 58. Platz; 1:01:55,0 h; +7:32,0 min
Sprint (10 km): 37. Platz; 28:27,8 min; +2:16,2 min
- Jay Hakkinen
Einzel (20 km): 10. Platz; 56:10,9 min; +1:47,9 min
Sprint (10 km): 80. Platz; 31:22,2 min; +5:10,6 min
- Brian Olsen
- Jeremy Teela
Einzel (20 km): 51. Platz; 1:01:03,3 h; +6:40,3 min
Sprint (10 km): 62. Platz; 29:32,7 min; +3:21,1 min

Frauen
- Lanny Barnes
Einzel (15 km): 61. Platz; 59:46,2 min; +10:22,1 min
- Tracy Barnes
Einzel (15 km): 57. Platz; 57:58,0 min; +8:33,9 min
Sprint (7,5 km): 71. Platz; 26:47,9 min; +4:16,5 min
- Sarah Konrad
Einzel (15 km): 62. Platz; 59:33,1 min; +10:09,0 min
Sprint (7,5 km): 75. Platz: 27:30,6 min; +4:59,2 min
- Rachel Steer
Einzel (15 km): 41. Platz; 55:48,3 min; +6:24,2 min
Sprint (7,5 km): 35. Platz; 24:29,6 min; +1:58,2 min
- Carolyn Treacy
Sprint (7,5 km): 80. Platz; 28:18,7 min; +5:47,3 min

### Bob
| Männer - Todd Hays - Steven Holcomb - Randy Jones - Pavle Jovanovic - Brock Kreitzburg - Steve Mesler - Bill Schuffenhauer - Lorenzo Smith III - Curtis Tomasevicz | Frauen - Valerie Fleming - Vonetta Flowers - Bethany Hart - Jean Prahm - Shauna Rohbock |

### Curling
| Männer - Pete Fenson - Scott Baird - Joseph Polo - Shawn Rojeski - John Shuster | Frauen - Cassandra Johnson - Maureen Brunt - Courtney George - Jamie Johnson - Jessica Schultz |

### Eishockey
Männer
| Torhüter: - Rick DiPietro - Robert Esche - John Grahame Verteidiger: - Chris Chelios - Derian Hatcher - Jordan Leopold - John-Michael Liles - Aaron Miller - Brian Rafalski - Mathieu Schneider | Stürmer: - Jason Blake - Erik Cole - Craig Conroy - Chris Drury - Brian Gionta - Scott Gomez - Bill Guerin - Mike Knuble - Mike Modano - Mark Parrish - Brian Rolston - Keith Tkachuk - Doug Weight |

Frauen
| Torhüterinnen: - Pam Dreyer - Chanda Gunn Verteidigerinnen: - Caitlin Cahow - Molly Engstrom - Jamie Hagerman - Courtney Kennedy - Helen Resor - Angela Ruggiero - Lyndsay Wall | Stürmerinnen: - Julie Chu - Natalie Darwitz - Tricia Dunn-Luoma - Kim Insalaco - Kathleen Kauth - Katie King - Kristin King - Sarah Parsons - Jenny Potter - Kelly Stephens - Krissy Wendell |

### Eiskunstlauf
Herren
- Evan Lysacek – 4. Rang
- Matthew Savoie – 7. Rang
- Johnny Weir – 5. Rang

Damen
- Sasha Cohen

Silbermedaille – 183,36 Pkt.
- Emily Hughes (nachnominiert für die verletzte Michelle Kwan)

7. Platz – 160,87 Pkt.
- Kimmie Meissner

6. Platz – 165,71 Pkt.
Paarlauf
- Marcy Hinzmann/Aaron Parchem

13. Platz – 147,05 Pkt.
- Rena Inoue/John Baldwin

7. Platz – 175,01 Pkt.
Eistanz
- Tanith Belbin/Benjamin Agosto – Silber
- Melissa Gregory/Denis Petukhov – 14. Rang
- Jamie Silverstein/Ryan O’Meara – 16. Rang

### Eisschnelllauf
| Männer - KC Boutiette 5000 m: 19. Platz – 6:37,29 min; +22,61 s - Kip Carpenter - Joey Cheek - Shani Davis 5000 m: 7. Platz – 6:23,08 min; +8,40 s - Casey FitzRandolph - Tucker Fredricks - Chad Hedrick 5000 m: Goldmedaille – 6:14,68 min - Charles Leveille - Clay Mull - Derek Parra | Frauen - Margaret Crowley - Kristine Holzer - Maria Lamb - Elli Ochowicz - Catherine Raney - Jennifer Rodriguez - Amy Sannes - Chris Witty |

### Freestyle
| Männer - Eric Bergoust (Springen) - Jeremy Bloom (Buckelpiste) - Travis Cabral (Buckelpiste) - Toby Dawson (Buckelpiste) - Travis Mayer (Buckelpiste) - Joe Pack (Springen) - Jeret Peterson (Springen) - Ryan St. Onge (Springen) | Frauen - Shannon Bahrke Buckelpiste: 10. Platz; 22,82 Punkte im Finale - Emily Cook (Springen) - Hannah Kearney Buckelpiste: 22. Platz; 20,80 Punkte in der Qualifikation - Jana Lindsey (Springen) - Michelle Roark Buckelpiste: 18. Platz; 20,04 Punkte im Finale - Jillian Vogtli Buckelpiste: 11. Platz; 22,72 Punkte im Finale |

### Rennrodeln
| Männer - Tony Benshoof - Preston Griffall - Mark Grimmette - Dan Joye - Brian Martin - Jonathan Myles - Christian Niccum | Frauen - Erin Hamlin - Samantha Retrosi - Courtney Zablocki |

### Shorttrack
| Männer - Alex Izykowski 1500 m: im Halbfinale ausgeschieden 5000 m Staffel: Bronzemedaille - J. P. Kepka 5000 m Staffel: Bronzemedaille - Anthony Lobello 5000 m Staffel: nicht eingesetzt - Apolo Anton Ohno 1000 m: Bronzemedaille 1500 m: B-Finale und insgesamt 8. Platz 5000 m Staffel: Bronzemedaille - Rusty Smith 1000 m: 4. Platz 5000 m Staffel: Bronzemedaille | Frauen - Allison Baver - Kimberly Derrick - Maria Garcia - Caroline Hallisey - Hyo-Jung Kim |

### Skeleton
- Eric Bernotas
Herren: 6. Platz; 1:57,19 min; +1,31 s
- Kevin Ellis
Herren: 17. Platz; 1:59,21 min; +3,33 s
- Katie Uhlaender
Damen: 6. Platz; 2:02,30 min; +2,47 s

### Ski alpin
- Kirsten Clark
- Jimmy Cochran
- Stacey Cook
- Lindsey Kildow
Abfahrt, Damen: 8. Platz – 1:57,78 min
- Chip Knight
- Kristina Koznick
- Ted Ligety
Alpine Kombination, Männer: Olympiasieger – 3:09,35 min
- Libby Ludlow
- Scott Macartney
Abfahrt, Männer: 15. Platz – 1:50,68 min
Alpine Kombination, Männer: 16. Platz – 3:13,05 min
- Julia Mancuso
Abfahrt, Damen: 7. Platz – 1:57,71 min
- Bode Miller
Abfahrt, Männer: 5. Platz – 1:49,93 min
Alpine Kombination, Männer: ausgeschieden im Slalom (1. Lauf)
- Steven Nyman
Abfahrt, Männer: 24. Platz – 1:50,88 min
Alpine Kombination, Männer: 29. Platz – 3:22,68 min
- Daron Rahlves
Abfahrt, Männer: 10. Platz – 1:50,33 min
- Kaylin Richardson
- Sarah Schleper
- Erik Schlopy
- Resi Stiegler
- Marco Sullivan

### Ski Nordisch
| Langlauf Männer - Chris Cook Sprint Freistil: 21. Platz Teamsprint klassisch: 13. Platz - Lars Flora Sprint Freistil: 46. Platz 15 km klassisch: 50. Platz 30 km Skiathlon: 48. Platz 4 × 10 km Staffel: 12. Platz - Justin Freeman 15 km klassisch: 52. Platz - Kris Freeman 15 km klassisch: 21. Platz 50 km Freistil: 61. Platz 4 × 10 km Staffel: 12. Platz - Andrew Johnson 15 km klassisch: 51. Platz 50 km Freistil: 34. Platz 30 km Skiathlon: 42. Platz 4 × 10 km Staffel: 12. Platz - Torin Koos Sprint Freistil: 36. Platz - Andrew Newell Sprint Freistil: 16. Platz Teamsprint klassisch: 13. Platz - James Southam 30 km Skiathlon: 43. Platz - Carl Swenson 30 km Skiathlon: 39. Platz 4 × 10 km Staffel: 12. Platz | Langlauf Frauen - Rebecca Dussault 30 km Freistil: 43. Platz 15 km Skiathlon: 48. Platz 4 × 5 km Staffel: 14. Platz - Sarah Konrad 30 km Freistil: 32. Platz 4 × 5 km Staffel: 14. Platz - Abigail Larson 10 km klassisch: 57. Platz 30 km Freistil: 47. Platz 15 km Skiathlon: 56. Platz - Kikkan Randall Sprint Freistil: 9. Platz Teamsprint klassisch: 10. Platz 10 km klassisch: 53. Platz 4 × 5 km Staffel: 14. Platz - Wendy Wagner Sprint Freistil: 35. Platz Teamsprint klassisch: 10. Platz 10 km klassisch: 50. Platz 4 × 5 km Staffel: 14. Platz - Lindsey Weier 10 km klassisch: 59. Platz 15 km Skiathlon: 55. Platz - Lindsay Williams Sprint Freistil: 38. Platz 15 km Skiathlon: 62. Platz |

| Nordische Kombination - Brett Camerota - Eric Camerota Einzel (Normalschanze K106/15 km): 38. Platz, +5:15,0 min - Bill Demong Einzel (Normalschanze K106/15 km): 15. Platz, +2:23,9 min - Todd Lodwick Einzel (Normalschanze K106/15 km): 8. Platz, +1:12,0 min - Johnny Spillane Einzel (Normalschanze K106/15 km): 30. Platz, +4:43,0 min - Carl Van Loan | Skispringen - Alan Alborn - Jim Denney - Anders Johnson - Clint Jones - Tommy Schwall |

### Snowboard
| Männer - Graham Watanabe (BoarderCross) - Nate Holland (BoarderCross) - Jason Smith (BoarderCross) - Seth Wescott (BoarderCross) - Mason Aguirre (Halfpipe) - Andy Finch (Halfpipe) - Tyler Jewell (Alpin) - Danny Kass (Halfpipe) - Shaun White (Halfpipe) | Frauen - Gretchen Bleiler (Halfpipe) - Kelly Clark (Halfpipe) - Rosey Fletcher (Alpin) - Michelle Gorgone (Alpin) - Elena Hight (Halfpipe) - Lindsey Jacobellis (Boardercross) - Hannah Teter (Halfpipe) |